# Международный идентификатор стандартных наименований
Международный стандартный идентификатор имени (англ. International Standard Name Identifier, сокращённо — англ. ISNI) — метод для уникальной идентификации создателей и издателей таких видов медиа-контента, как книги, телевизионные передачи, газетные статьи и др. Такой идентификатор состоит из 16 цифр, разделённых на четыре блока.
Стандарт был разработан под эгидой международной организации по стандартизации (ISO) как проект международного стандарта 27729. Действительный стандарт был опубликован 15 марта 2012 года. За разработку стандарта отвечает технический комитет ISO 46, подкомитет 9 (TC 46/SC 9).
ISNI может быть использован для разрешения неоднозначности имён, которые в противном случае могли быть перепутаны, и связывает данные об именах, которые используются во всех отраслях промышленности средств массовой информации.

## Применение ISNI
ISNI позволяет присвоить уникальный идентификатор каждому создателю содержимого (например, авторскому псевдониму или импринту издателя) в виде уникального номера. Этот уникальный номер может быть связан с любым из многочисленных других идентификаторов, используемых в медиа-индустрии.
Примером необходимости использования такого идентификатора является музыкальный исполнитель, который также является автором музыки и стихов. Три различных рода деятельности могут потребовать трёх разных идентификаторов, не связанных между собой. В соответствии с системой ISNI исполнитель будет иметь одну связывающую запись ISNI. Различные базы данных могут обмениваться данными о данной конкретной личности, не прибегая к таким методам, как сравнение текстовых строк. Особенно актуально наличие цифрового идентификатора при совпадающих наименованиях создателей. Например, при наличии в базах нескольких человек с именем и фамилией Джон Смит не всегда легко определить, какие записи относятся к какому человеку.
Если автор опубликовал своё творчество под несколькими разными именами или псевдонимами, каждое такое имя получит свой собственный ISNI.
ISNI может использоваться библиотеками и архивами при обмене информационными каталогами для более точного поиска информации в сети интернет и в базах данных, а также может помочь в управлении правами на международном уровне и в цифровой среде.

### ORCID
Для научных исследователей зарезервирован блок ISNI идентификаторов, который также называется ORCID (Открытый идентификатор исследователя и автора исследований) и координируется отдельной организацией. Исследователи вправе создать и получить собственный номер ORCID. Действия двух организаций тщательно координируются.

## Управление ISNI
ISNI регулируется международным агентством ISNI-IA. Это некоммерческая организация, зарегистрированная в Великобритании. Компания была основана консорциумом организаций, в число которых входят Международная конфедерация обществ авторов и композиторов и Online Computer Library Center (OCLC). Управление компанией осуществляет совет из представителей каждой из организаций консорциума, а также представители национальной библиотеки Франции и Британской библиотеки.

## Назначение ISNI
ISNI-IA использует систему назначения номеров, содержащую пользовательский интерфейс, описание структуры данных, алгоритмы разрешения неоднозначности и базу данных, которая отвечает требованиям стандарта ISO, а также использует существующие технологии, где это возможно. Система основана прежде всего на сервисах виртуального международного авторитетного файла (VIAF), который был разработан OCLC для использования в агрегации библиотечных каталогов.
Доступ к системе назначения и базе данных, а также к создаваемым номерам, контролируются независимыми организациями, регистрационными агентствами. Эти регистрационные агентства работают напрямую с клиентами, обеспечивая необходимые форматы предоставления данных, а также возмещая ISNI-IA расходы на поддержание системы назначения. Регистрационные агентства назначаются ISNI-IA, но управляются и финансируются независимо.
На территории России ISNI присваивает Российское авторское общество КОПИРУС, которое является членом международного агентства ISNI-IA.